# دینورا گارزا
دینورا گارزا (انگلیسی: Dinora Garza؛ زادهٔ ۲۴ ژانویهٔ ۱۹۸۸) بازیکن فوتبال اهل مکزیک است.
از باشگاه‌هایی که در آن بازی کرده‌است می‌توان به بوستون بریکرز و شیکاگو رد استارز اشاره کرد.
وی همچنین در تیم‌های ملی فوتبال Mexico women's national under-20 football team و زنان مکزیک بازی کرده‌است.